# Episodi di Dalle 9 alle 5, orario continuato (seconda stagione)
La seconda stagione della serie televisiva Dalle 9 alle 5, orario continuato è stata trasmessa in anteprima negli Stati Uniti d'America dalla ABC tra il 28 settembre 1982 e il 10 maggio 1983.
| nº | Titolo originale               | Titolo italiano | Prima TV USA      | Prima TV Italia |
| -- | ------------------------------ | --------------- | ----------------- | --------------- |
| 1  | The Loverwear Party            |                 | 28 settembre 1982 |                 |
| 2  | The Security Guard             |                 | 12 ottobre 1982   |                 |
| 3  | Real Men Don't Make Quiche     |                 | 19 ottobre 1982   |                 |
| 4  | Dick Doesn't Live Here Anymore |                 | 26 ottobre 1982   |                 |
| 5  | Home Is Where the Hart Is      |                 | 9 novembre 1982   |                 |
| 6  | Don't Take My Wife Please      |                 | 16 novembre 1982  |                 |
| 7  | The Party's Over               |                 | 23 novembre 1982  |                 |
| 8  | Temporarily Disconnected       |                 | 30 novembre 1982  |                 |
| 9  | Hard Sell                      |                 | 7 dicembre 1982   |                 |
| 10 | Power Failure                  |                 | 14 dicembre 1982  |                 |
| 11 | Did it Happen One Night?       |                 | 4 gennaio 1983    |                 |
| 12 | Torn Between One Lover         |                 | 11 gennaio 1983   |                 |
| 13 | Hex Marks the Spot             |                 | 18 gennaio 1983   |                 |
| 14 | Three for the Money            |                 | 1º febbraio 1983  |                 |
| 15 | The Oldest Profession          |                 | 15 febbraio 1983  |                 |
| 16 | When Violet Gets Blue          |                 | 22 febbraio 1983  |                 |
| 17 | Big Bucks                      |                 | 1º marzo 1983     |                 |
| 18 | I Want to Dance                |                 | 15 marzo 1983     |                 |
| 19 | Movin' On                      |                 | 22 marzo 1983     |                 |
| 20 | Eight Hours                    |                 | 12 aprile 1983    |                 |
| 21 | Off Broadway                   |                 | 3 maggio 1983     |                 |
| 22 | The Phantom                    |                 | 10 maggio 1983    |                 |